# 王业蘧
王业蘧（1916年—2005年），男，湖北黄陂人，中国森林生态学家，中国生态学科奠基人之一，曾任东北林学院教授、林学系主任。